# Tramecourt
Tramecourt is een Franse gemeente in het departement Pas-de-Calais op 20 kilometer van Saint-Pol-sur-Ternoise en op 10 kilometer van Hesdin.
Tramecourt ligt in het vroegere graafschap Artesië. Het is een kleine gemeente die in 2009 56 inwoners telde.
De naam van de plaats komt voor in de geschiedschrijving over de slag bij Azincourt, die plaatsvond in een aangrenzende gemeente.
Bewoners van het kasteel waren actief in het verzet tegen de Duitse bezetting tijdens de Tweede Wereldoorlog. Drie van hen kwamen om.

## Demografie
Onderstaande figuur toont het verloop van het inwonertal (bron: INSEE-tellingen).